# Gegantó Galtetes
El Gegantó Galtetes és una figura que neix de l'amor entre els gegants Coloms de Sant Andreu de Palomar. Representa un ocellet petit i porta la indumentària pròpia d'un nadó, amb roba de color blau molt suau i un pitet amb el seu nom. També duu un ninot perquè es pugui entretenir.
La història del gegantó comença l'any 2005, quan la seva mare va pondre un ou que es va poder veure en les sortides dels gegants Coloms durant nou mesos. Finalment, el 10 de juny de 2006 en va sortir en Galtetes, l'únic fill de la parella, i d'aleshores ençà és ben corrent de veure’ls tots tres junts. La iniciativa de construir en Galtetes sorgeix de la Germandat de Trabucaires, Geganters i Grallers de Sant Andreu de Palomar, que volia una figura que poguessin portar els nens i nenes més petits de la colla, que encara no podien carregar ni l'Avi d'Orient. Amb la nova figura, la Germandat pot comptar amb geganters portadors a partir de tres anys.
El gegantó Galtetes surt a passejar i dansar cada any a final de novembre, per la festa major de Sant Andreu, de la qual és protagonista juntament amb les altres figures del barri. També, quan s'escau, participa en cercaviles i trobades de gegants, tant a Barcelona com a fora.